# Братислава (гостиница)
Гостиница «Братислава» — четырёхзвездочная гостиница в Киеве, расположена возле станции метро «Дарница» в левобережной части города.

## История
Строительство 13-этажной гостиницы «Братислава» было закончено в 1980 году (архитекторы А. А. Думчев, А. А. Збарский, Г. Е. Алексеева, Т. И. Гнездилова). Она рассчитана на 870 мест (336 номеров). Название дано в честь города-побратима Киева — Братиславы.
В 1986 году было закончено строительство ресторана, в котором было введено новшество для советской туриндустрии — шведская линия.
В январе 2003 года «Братислава» прошла аттестацию и получила категорию «три звезды». Через девять лет в рамках подготовки Киева к Евро-2012 был произведён капитальный ремонт здания.

## Архитектура
Фасад гостиницы отличается сдержанностью и чёткостью архитектурной композиции, подчёркнутой плавными закруглениями торцов здания. Горизонтальные ленты лоджий и их вертикальные членения, шахматное расположение балконов на белых плоскостях создают ритмическую игру светотени. Снаружи здание отделано кремово-белым альминским известняком. В интерьерах использовались декоративные отделочные материалы — гранит, травертин, искусственная кожа, алюминий, никель и другие. По торцам здания, для услуг постояльцев гостиницы, расположены обзорные площадки в виде террас.

## Изображения

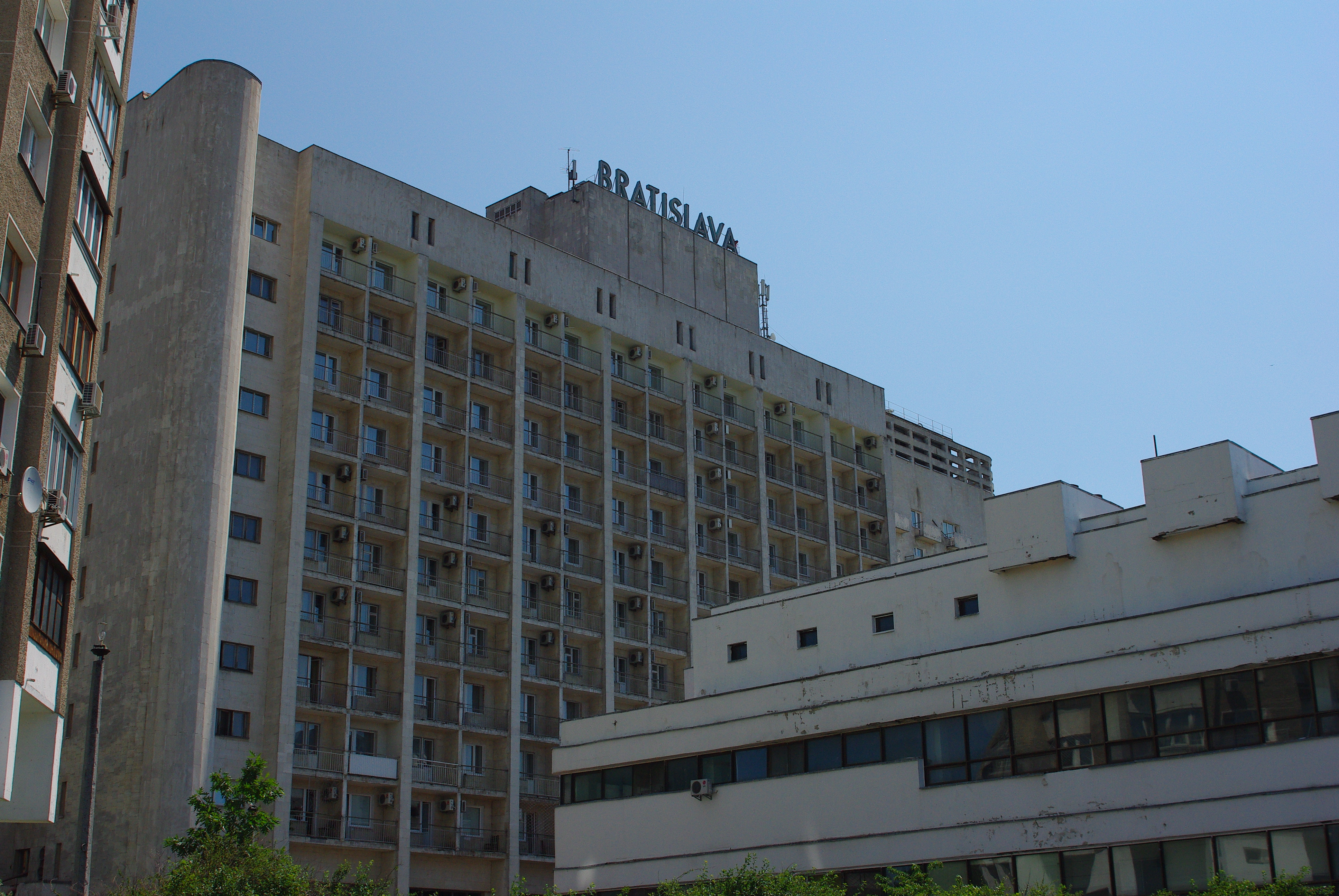
Гостиница Братислава
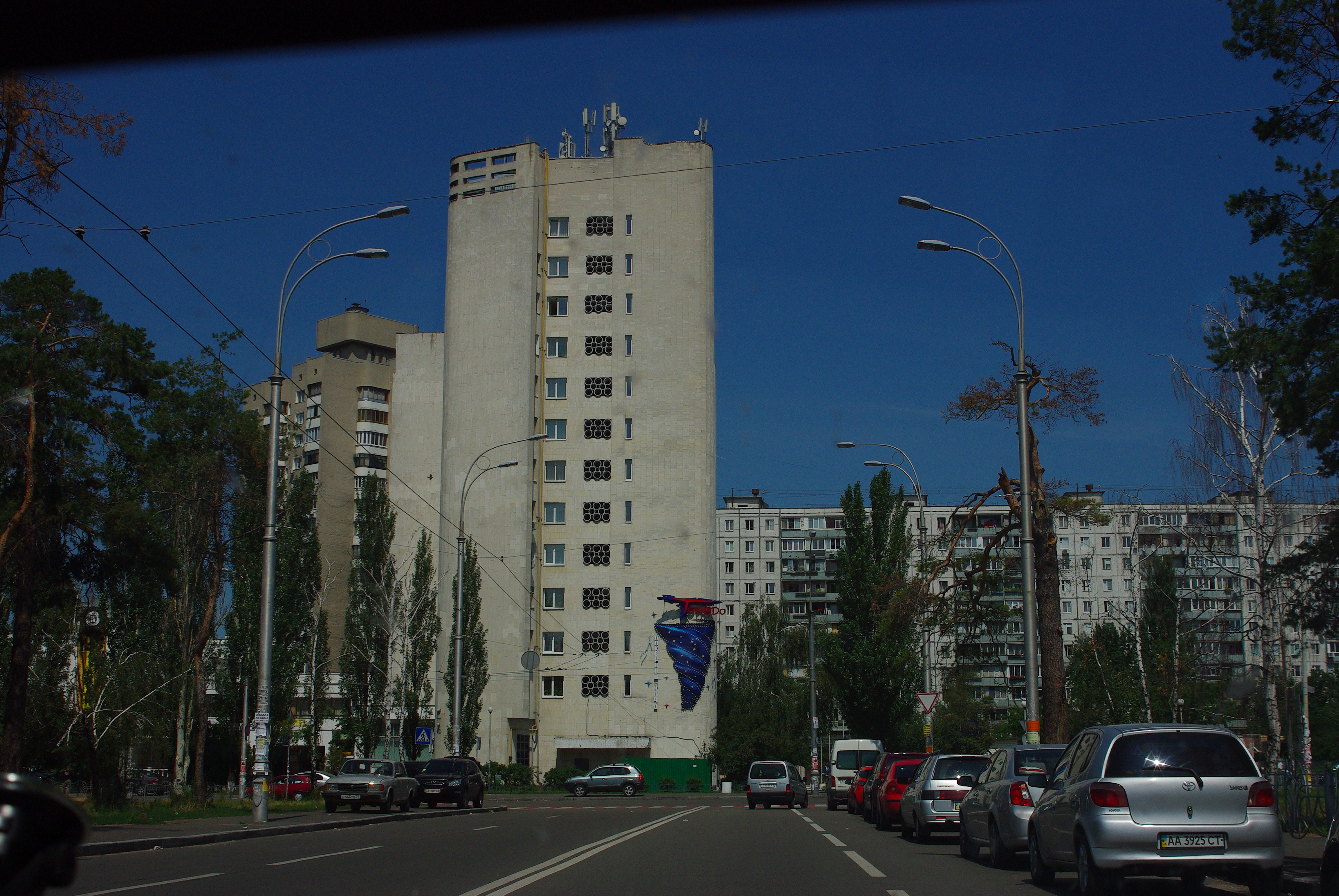
Гостиница Братислава вид с Броварского проспекта
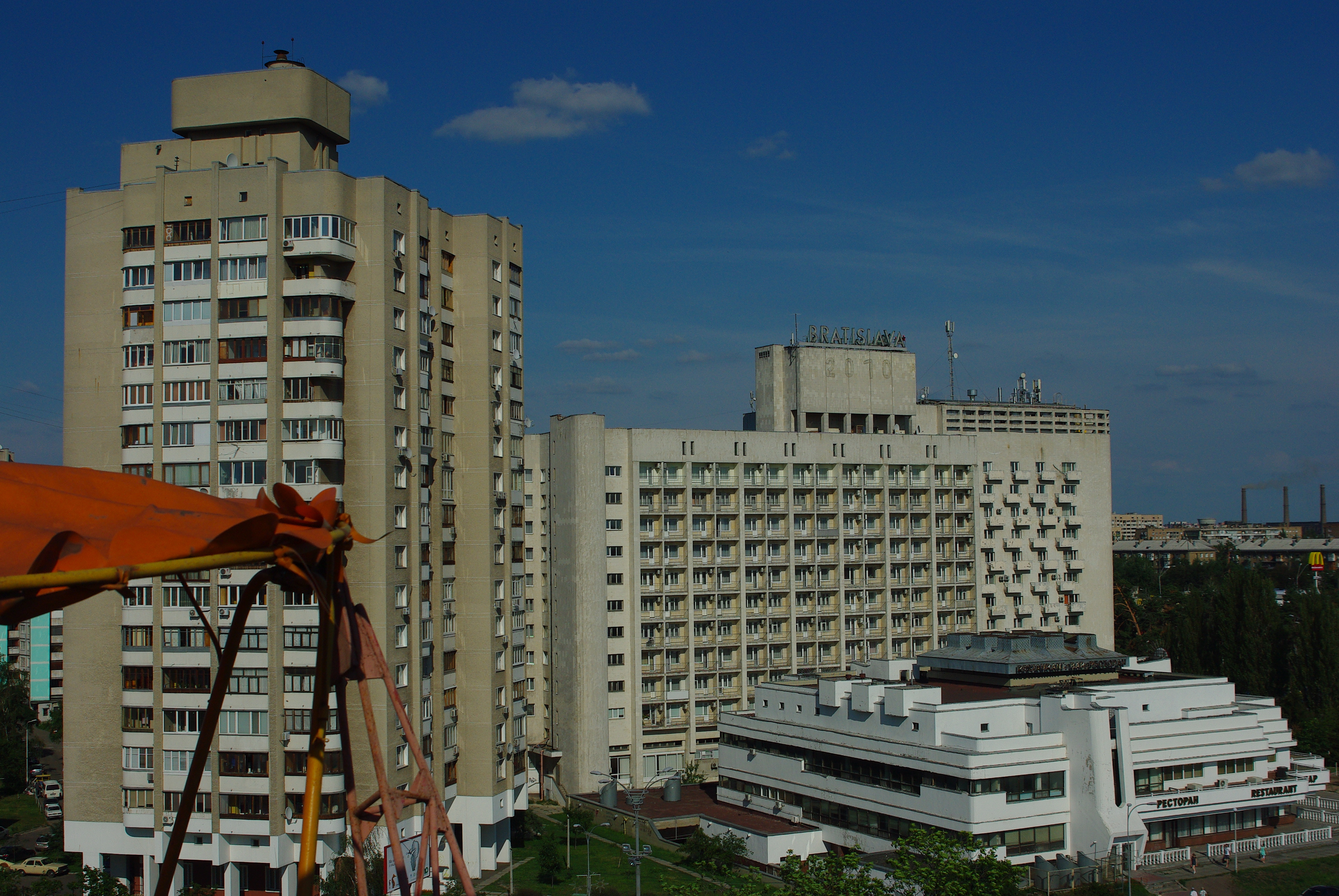
Гостиничный комплекс Братислава. Вид с колеса обозрения